# У порога зимы

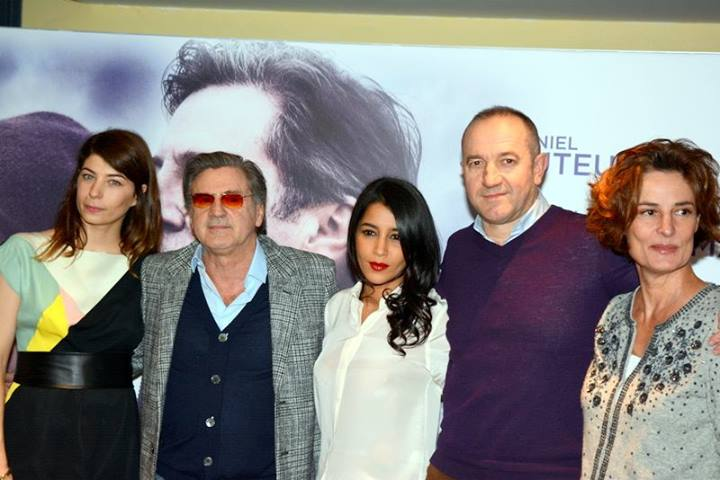
Накануне премьеры фильма

У порога зимы, или Перед зимой, (англ. Before the Winter Chill, фр. Avant l'hiver) — французский фильм-драма с элементами саспенса 2013 года режиссёра Филиппа Клоделя.

## Сюжет
Кристин Скотт Томас, любимая актриса режиссёра, вновь выступает в фильме как одна из ключевых ролей. В центре сюжета — доктор Поль (Даниэль Отёй), который на пороге своей старости разрывается между любящей женой и загадочной незнакомкой, которая будит в нём прежнюю страсть.
Поль и его коллега Жерар (Ришар Берри) со студенческих лет любили Люси (Кристин Скотт Томас), которая стала в конце концов женой Поля. Сейчас Поль — известный хирург, оперирующий на мозге. Неожиданно в его жизни появляется загадочная Лу, которая настойчиво посылает ему розы, а затем без обиняков предлагает переспать с ним. Беспокойство Поля усиливается, когда он случайно видит Лу в своей больнице, а потом понимает, что в её жизни есть какая-то мрачная тайна (и хорошо, если только одна). Тем временем жена узнаёт о его встречах с Лу. Сюжет оканчивается неожиданной развязкой, хотя некоторые вопросы, возникшие по ходу у зрителей, остаются неотвеченными.

## Актёры
- Даниэль Отёй — Поль
- Кристин Скотт Томас — Люси
- Лейла Бехти — Лу
- Ришар Берри — Жерар
- Лора Киллинг — Матильда
- Жером Варанфрен — Виктор
- Вики Крипс — Каролина
- Анн Метцлер — Зоя Гассар, коллега Поля
- Аннетт Шлехтер — госпожа Малек, пациентка Поля
- Лоран Кларе — Дени
- Люси Дебе — подруга Лу